# OSZE-Beauftragter für die Freiheit der Medien
Der OSZE-Beauftragte für die Freiheit der Medien (englisch Representative on Freedom of the Media, RFOM) ist eine der drei unabhängigen Institutionen der Organisation für Sicherheit und Zusammenarbeit in Europa (OSZE) und beobachtet die Situation der Medienfreiheit in allen 57 OSZE-Teilnehmerstaaten. Der Medienbeauftragte nimmt dabei eine Frühwarnfunktion bei Verletzungen der Presse- und Medienfreiheit wahr und unterstützt die Umsetzung der OSZE-Prinzipien in diesem Bereich.
Das Amt wurde mit der Verabschiedung des Mandats auf der Sitzung des Ständigen Rats der OSZE (Beschluss Nr. 193) am 5. November 1997 mit Sitz in Wien eingerichtet. Der Medienbeauftragte ist als Institution unabhängig vom Generalsekretariat der OSZE und ähnlich wie der Hochkommissar für Nationale Minderheiten und das Büro für Demokratische Institutionen und Menschenrechte dem Amtierenden Vorsitzenden unterstellt.
Der Medienbeauftragte wird für die Dauer von drei Jahren (mit der Möglichkeit, die Amtszeit einmalig zu verlängern) vom Ministerrat der OSZE ernannt.

## Liste der OSZE-Beauftragten für die Freiheit der Medien
- Freimut Duve (Deutschland): 1998–2004
- Miklós Haraszti (Ungarn): 2004–2010
- Dunja Mijatović (Bosnien-Herzegowina): 2010–2017
- Harlem Désir (Frankreich): 2017 – 2020
- Teresa Ribeiro (Portugal): 2020–2024
- Jan Braathu (Norwegen): seit 2025[1]